# 冰島交通標誌

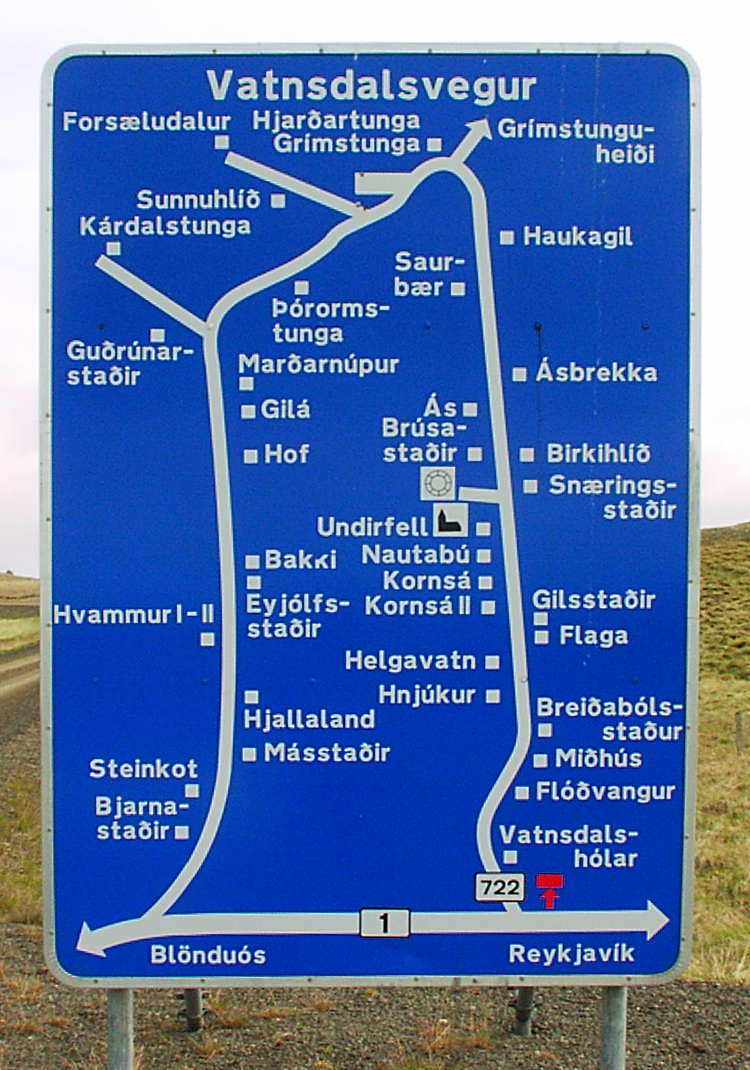
冰島一個指示前往各條鄉村的路牌

冰島道路標誌為冰島官方訂立的道路交通標誌，一共有10個系列（A-J）。

## 設計
大部份的標誌距離都使用公制單位顯示。冰島不少道路標誌與瑞典道路標誌相近，帶圓角和黃色背景。

### A系列標誌

### B系列標誌

### C系列標誌

### D系列標誌

### E系列標誌

### F系列標誌

### G系列標誌

### H系列標誌

### J系列標誌
